# Georgenthal
Georgenthal település Németországban, azon belül Türingiában. Lakosainak száma 7179 fő (2023. december 31.). Georgenthal Friedrichroda és Leinatal községekkel határos.

## Fekvése
Gothától délnyugatra fekvő település.

## Története
Nevét 1143-ban létesült Szent György emlékére szentelt cisztercita kolostoráról kapta. Később, az 1525-ös parasztháborúban csaknem elpusztult.
Neve a 17. században az itteni boszorkányperekről vált hírhedtté.

## Nevezetességek
- Kolostortemplomának romjai
- Helytörténeti múzeum - a Kornhausban található, ahol az egykori boszorkányperekkel kapcsolatos jegyzőkönyveket, okiratokat és egyéb dokumentumokat mutatják be.

## Galéria

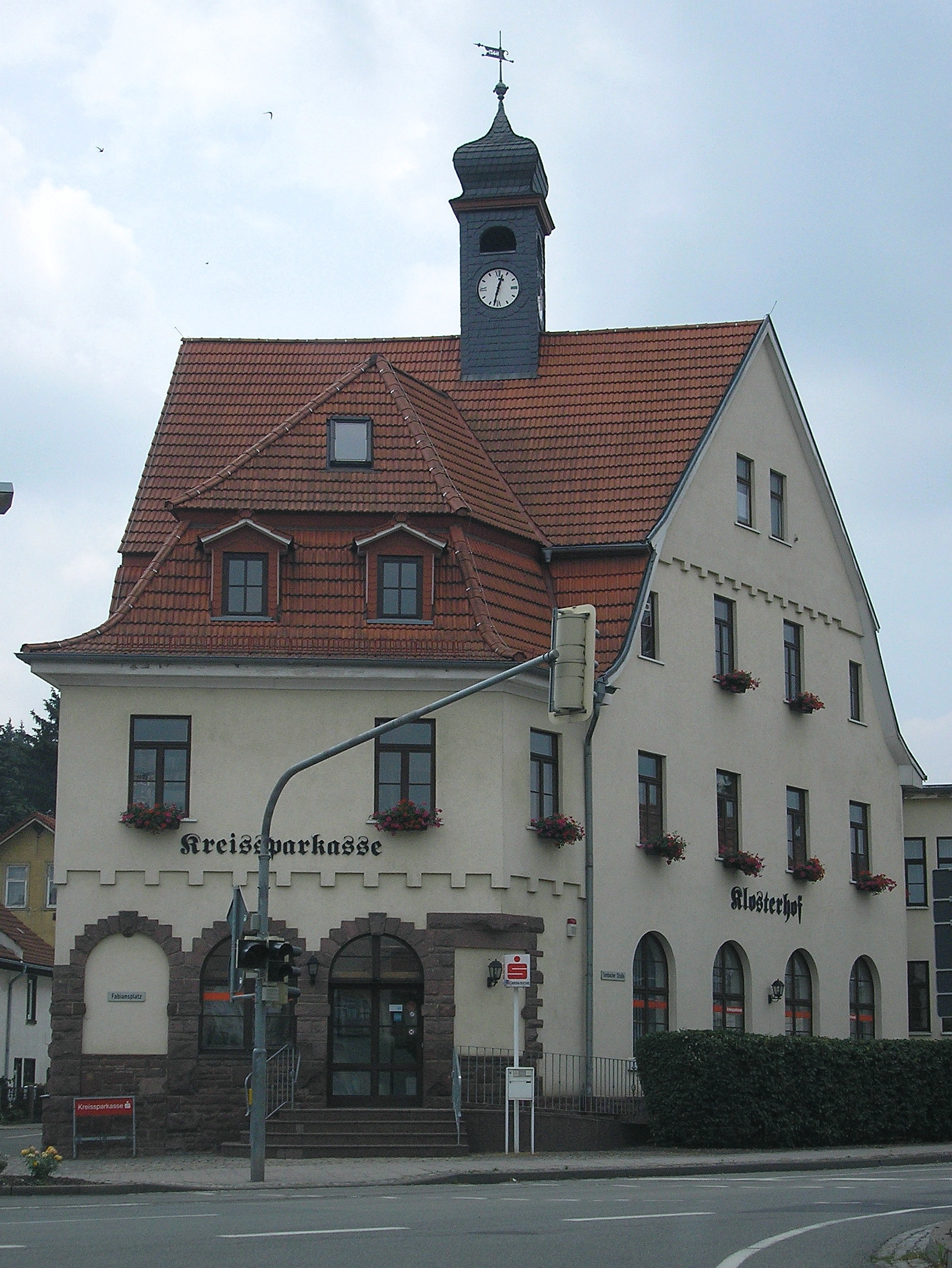
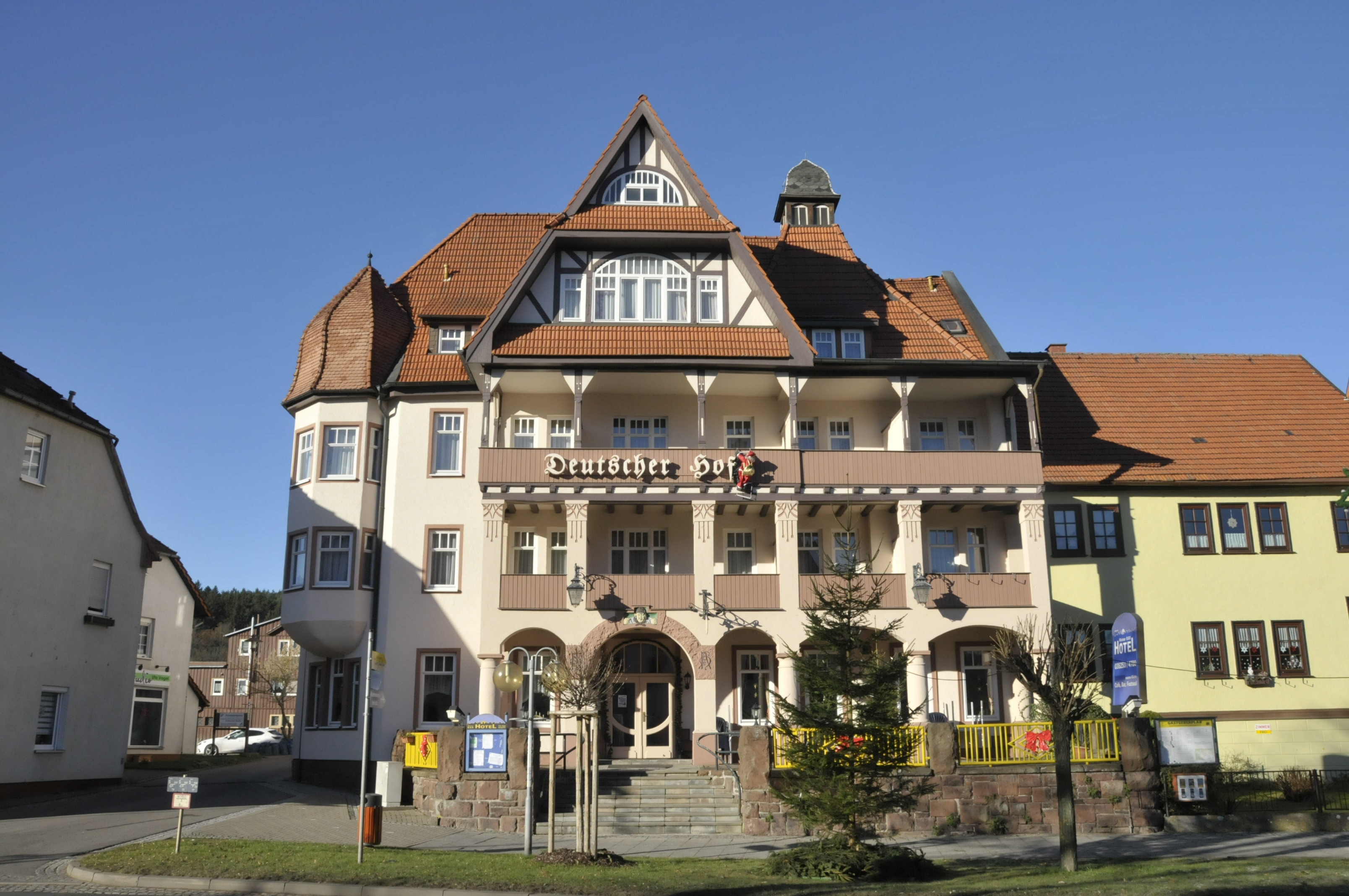
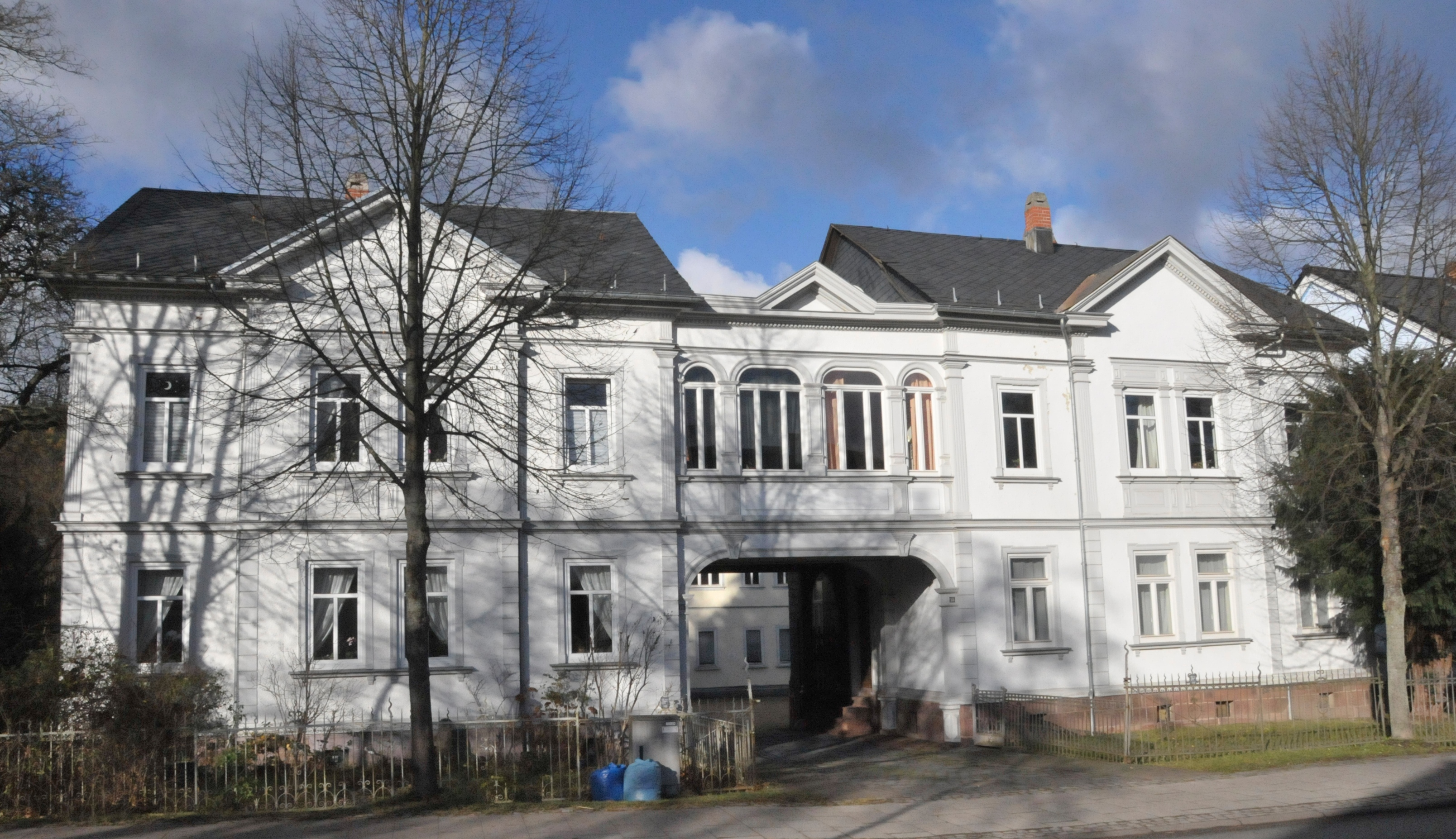
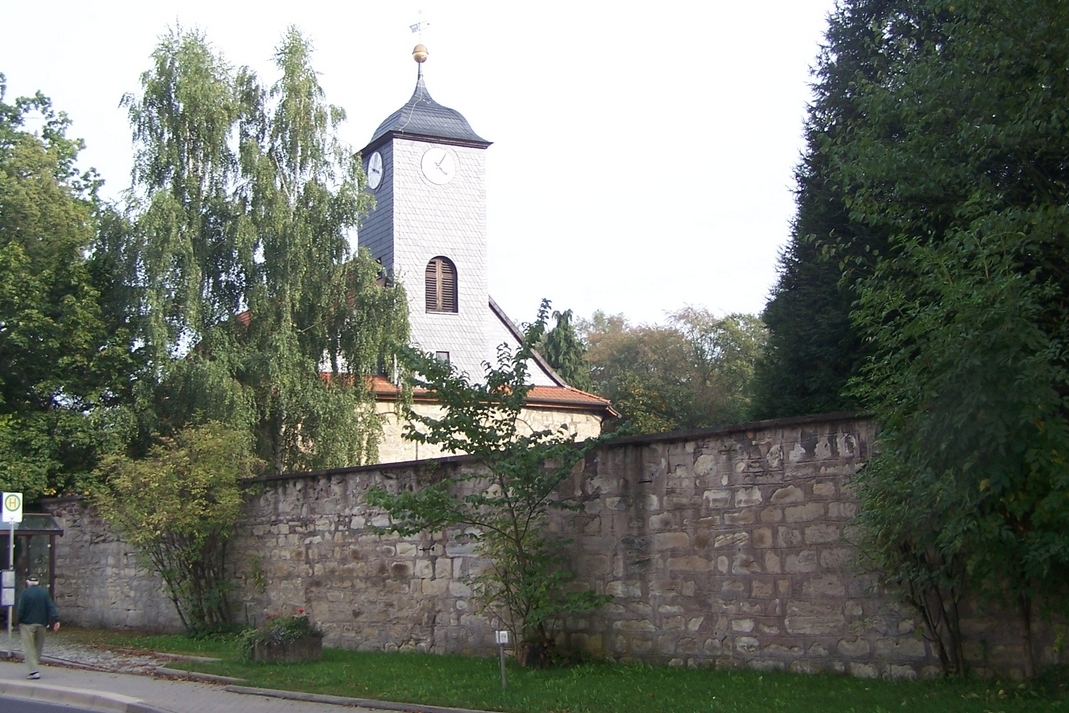
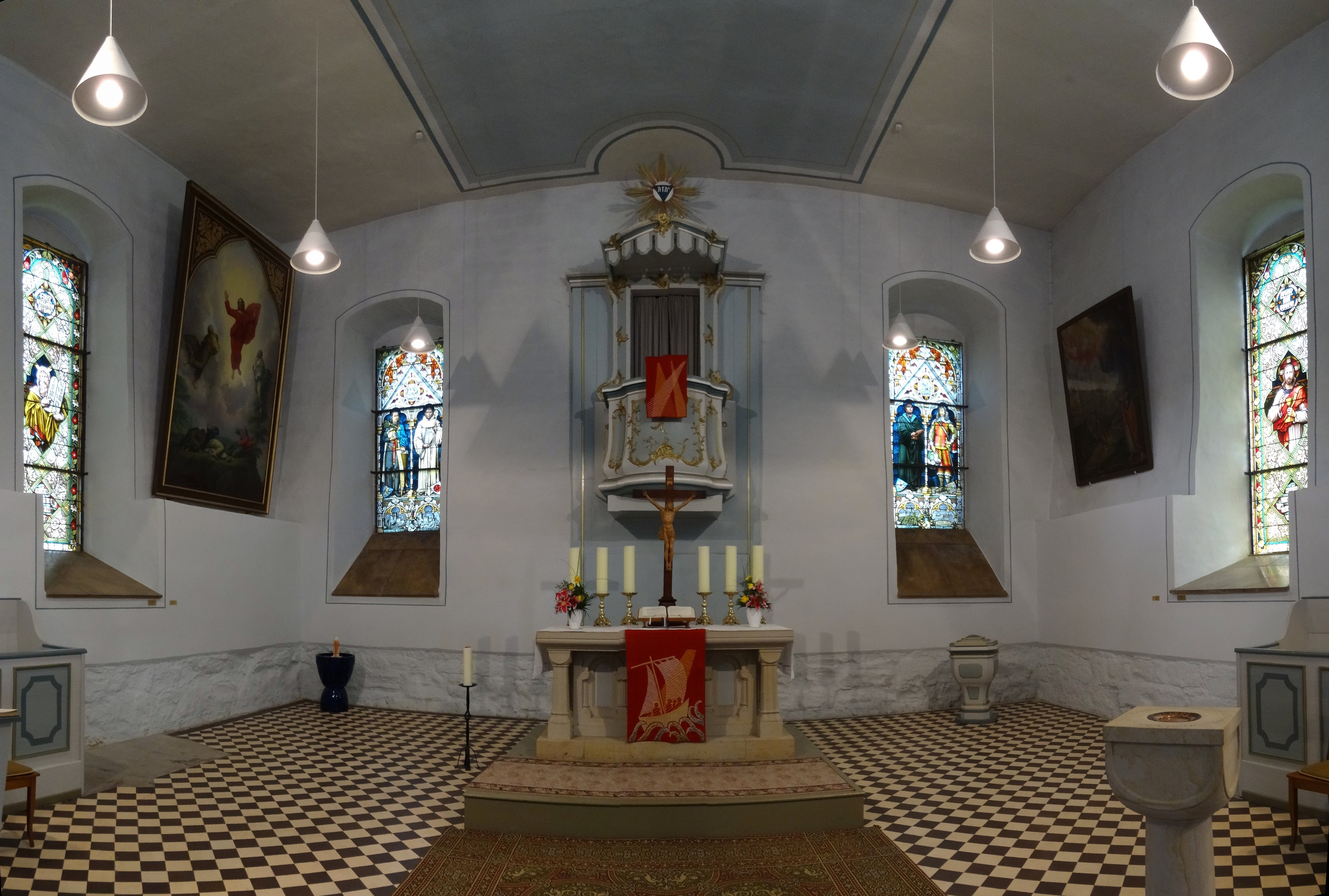
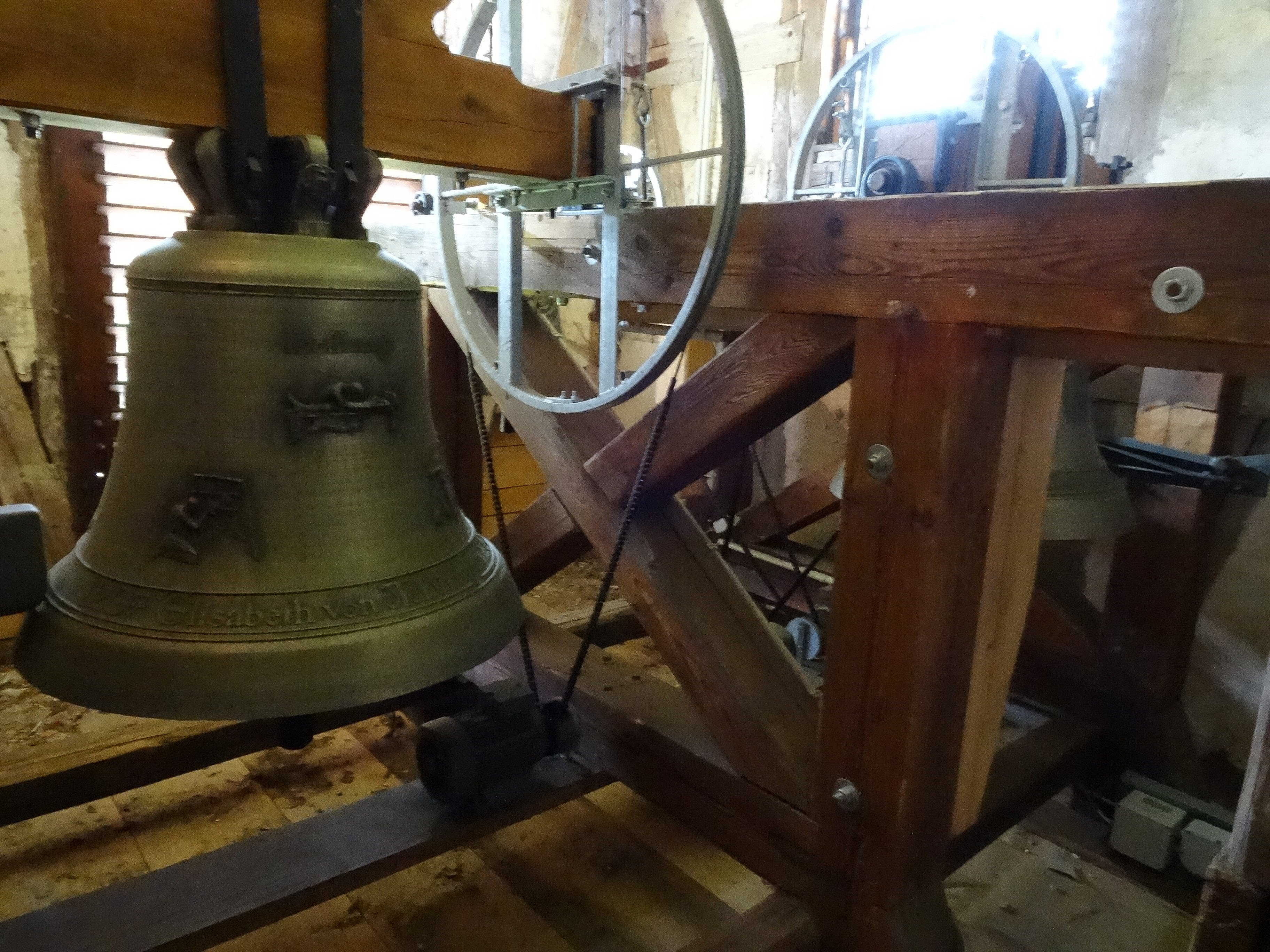
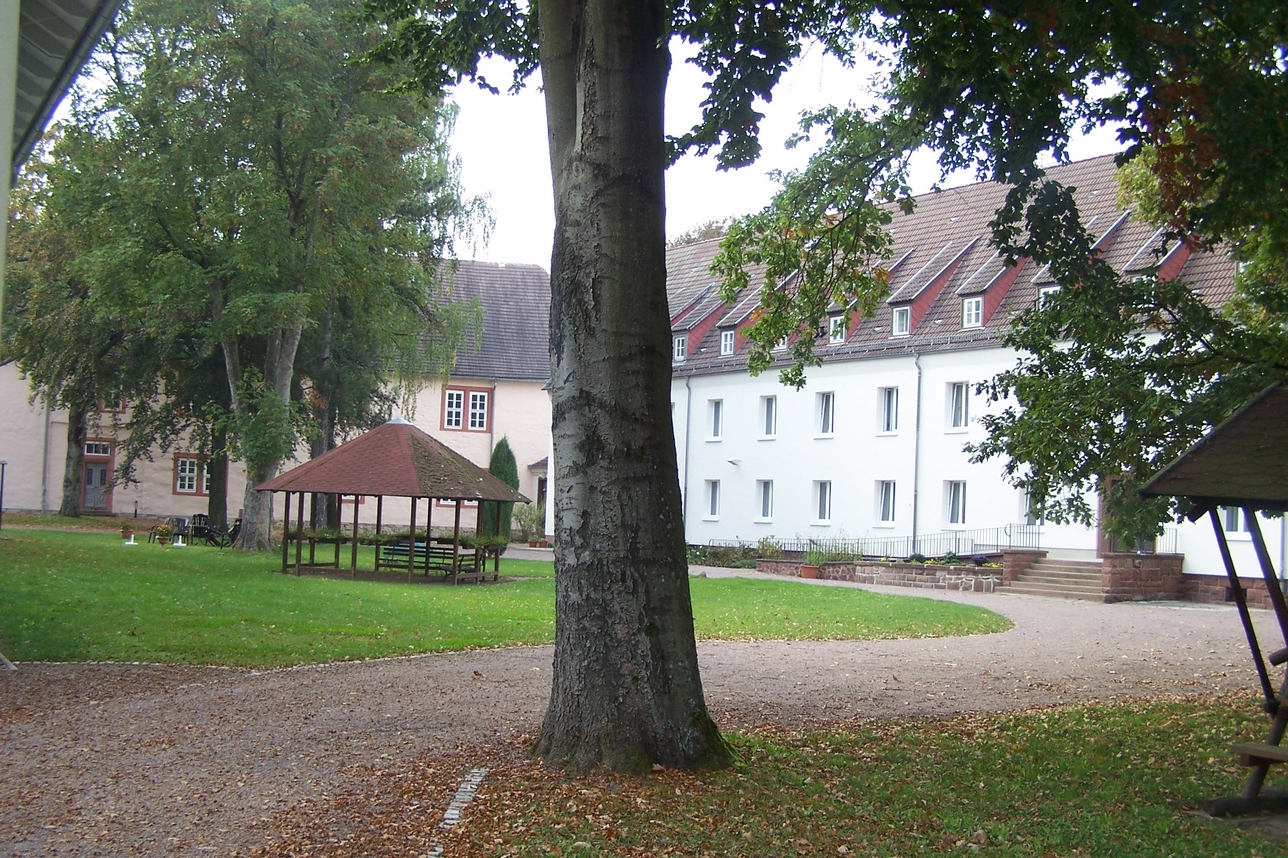
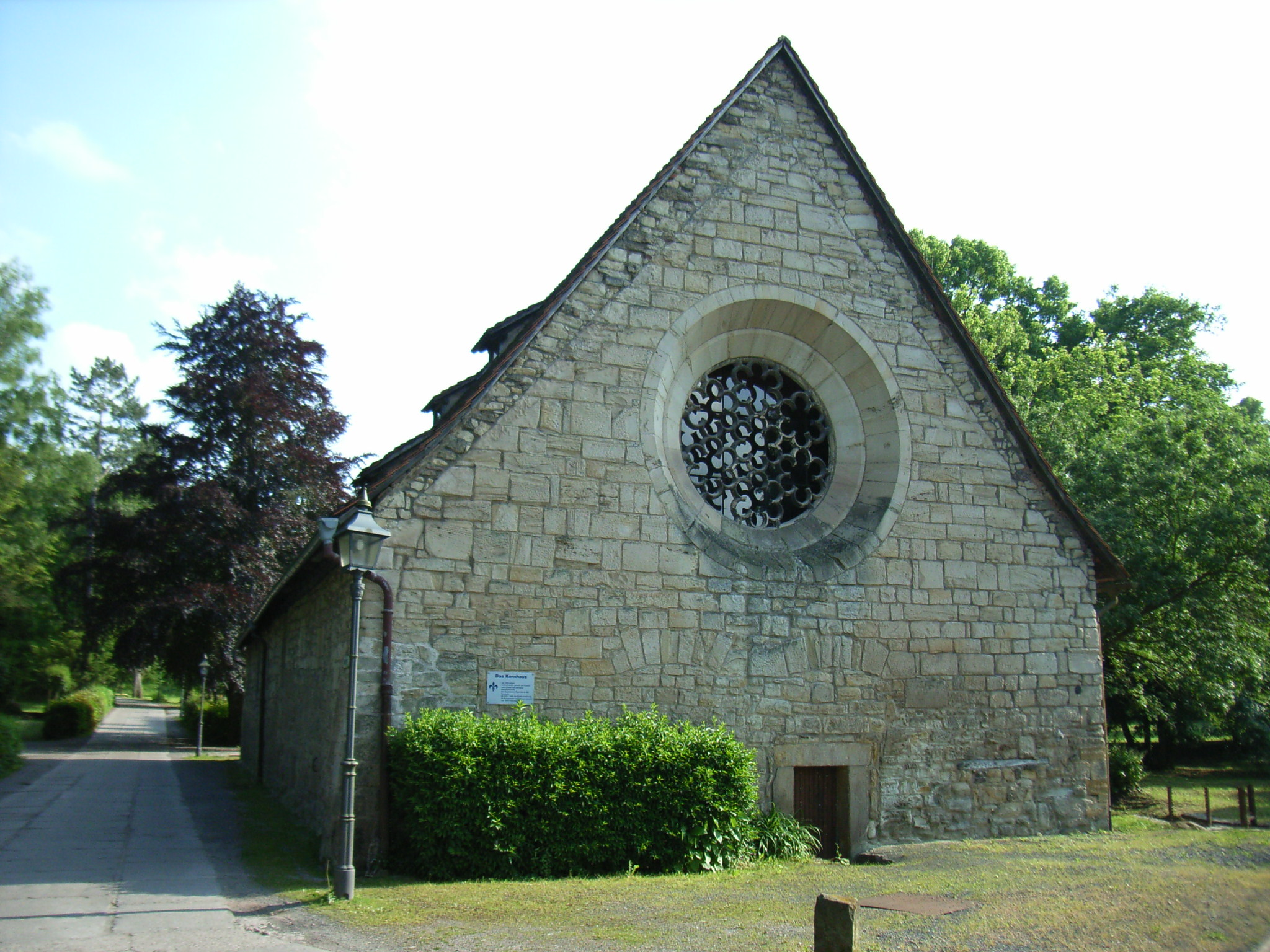
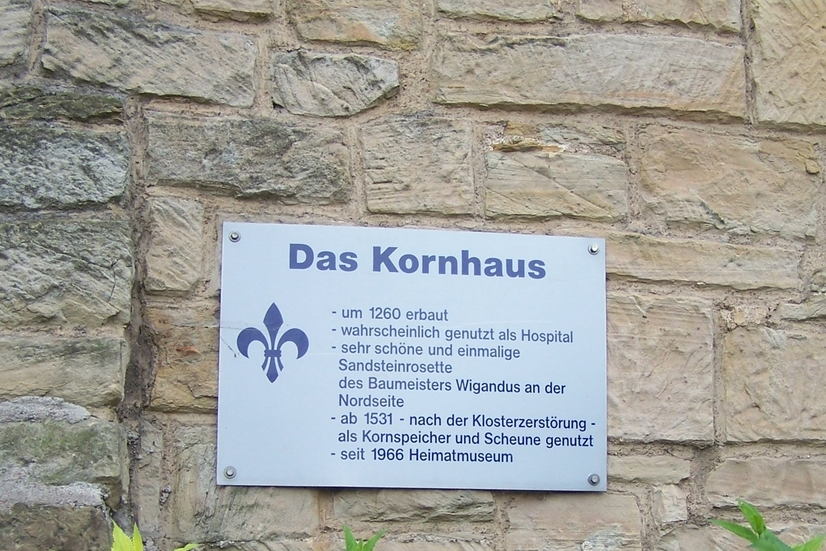
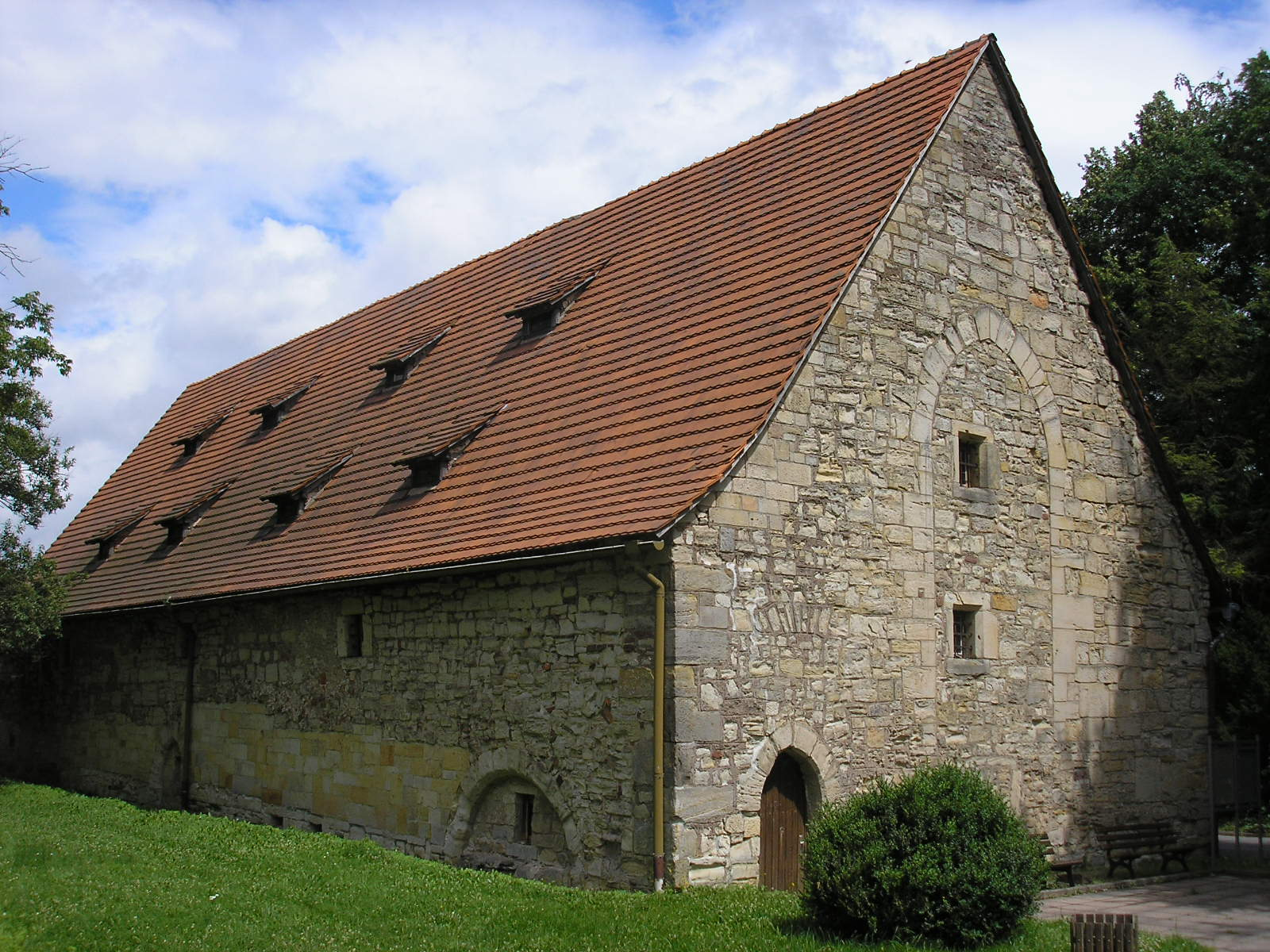
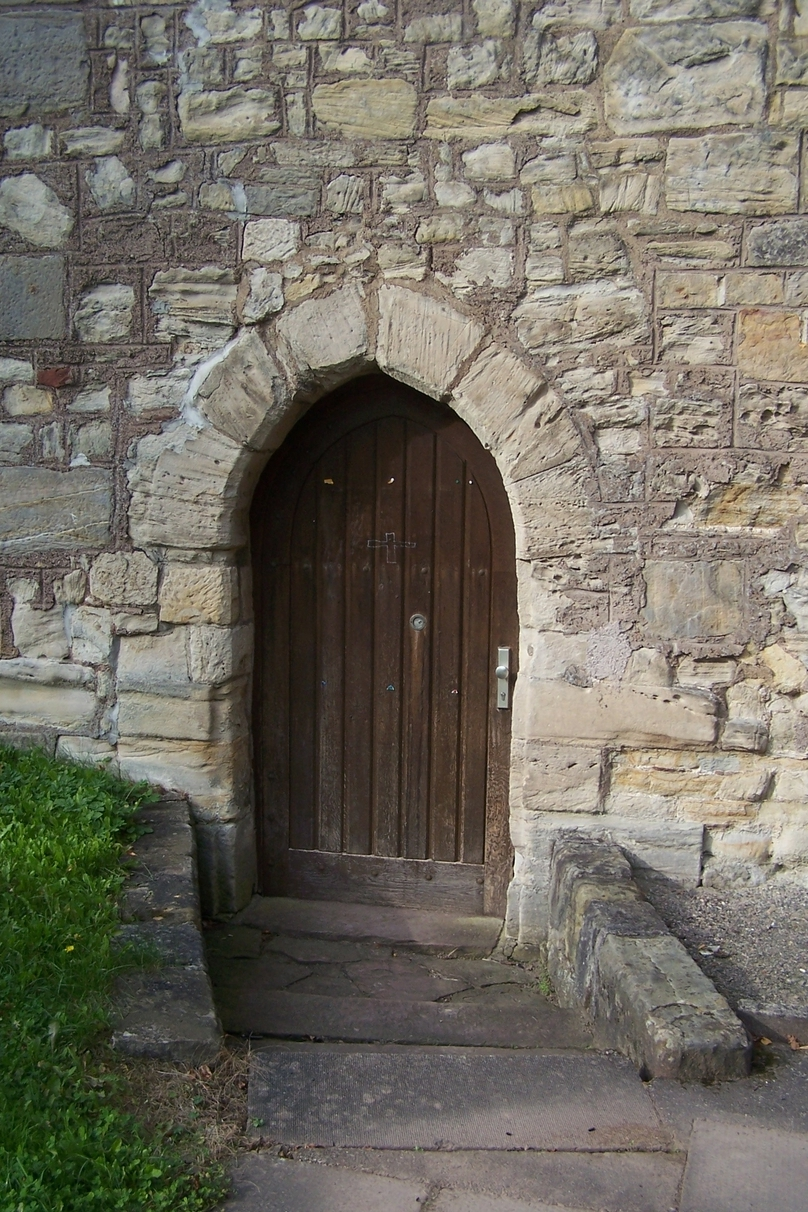
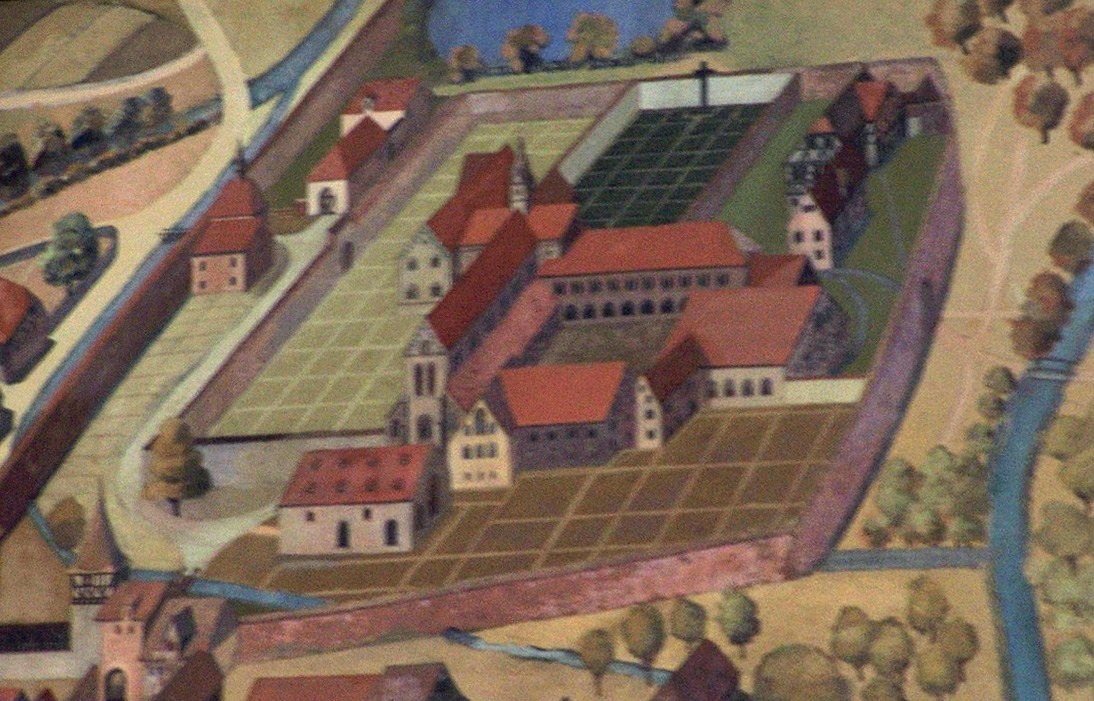
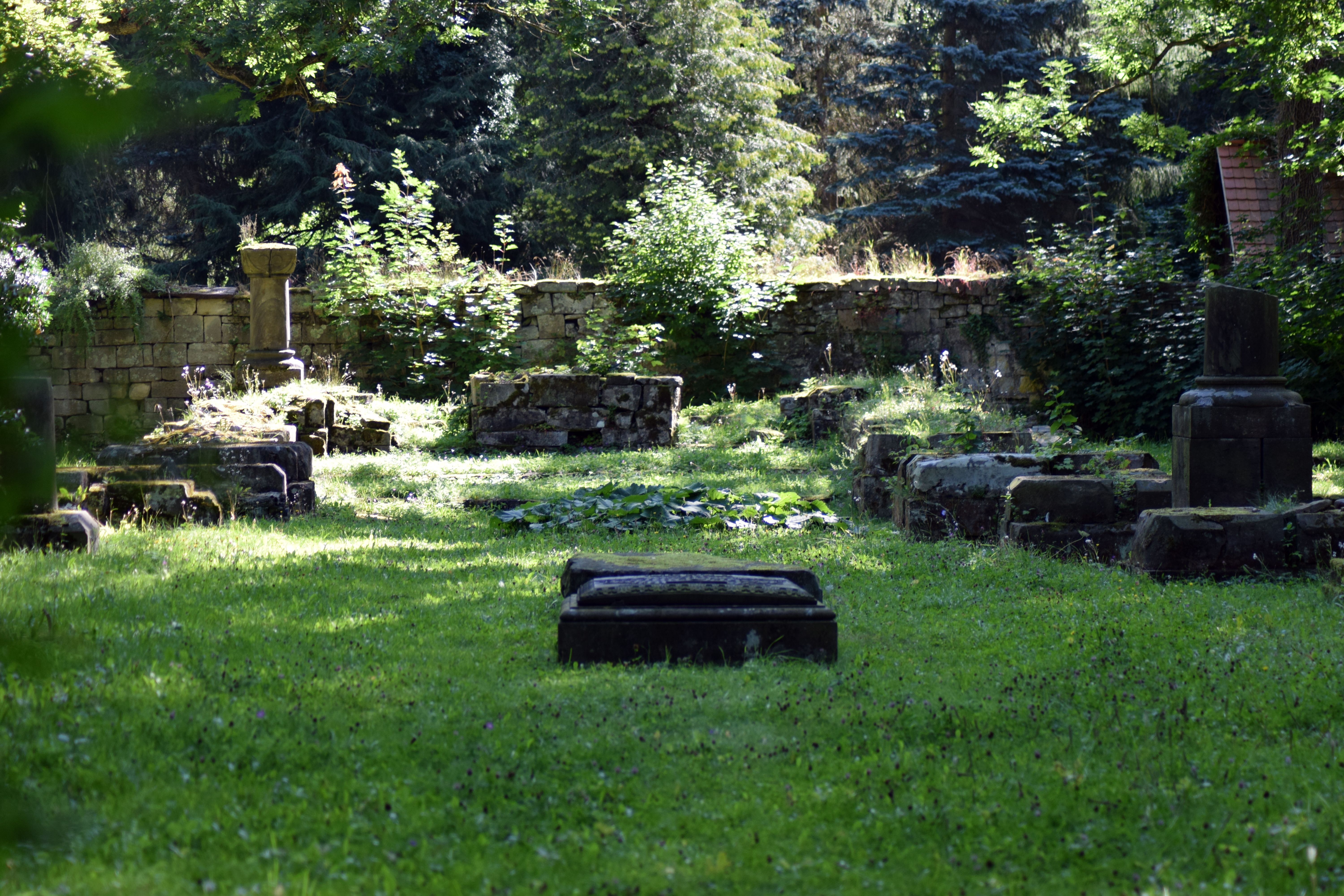
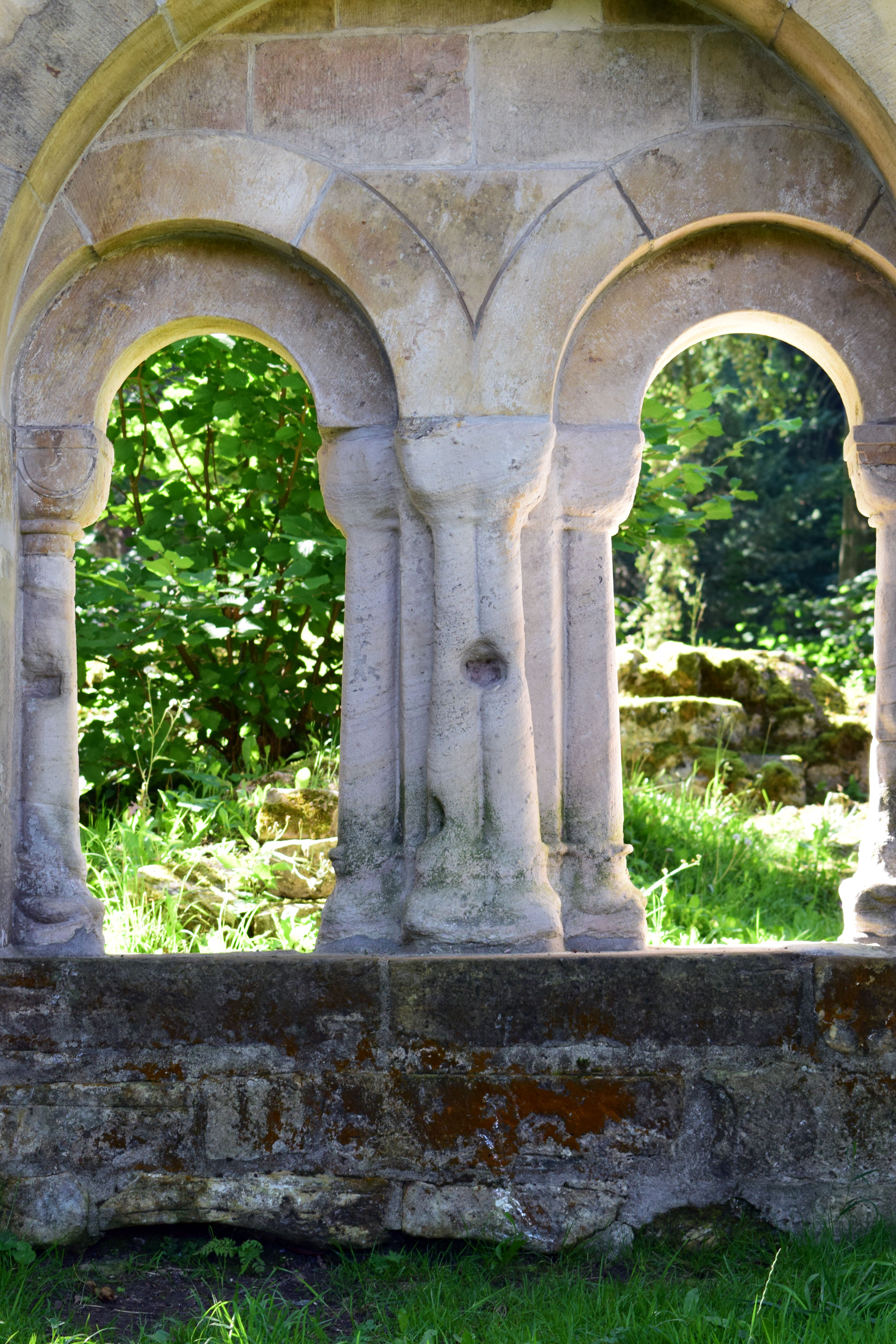

## Népesség
A település népességének változása:
| Lakosok száma | 2664 | 2712 | 7214 | 7265 | 7179 |
|               | 2017 | 2019 | 2021 | 2022 | 2023 |